# 1577 en philosophie
Chronologie de la philosophie
- 1573
- 1574
- 1575
- 1576
- 1577
- 1578
- 1579
- 1580
- 1581

L’année 1577 a été marquée, en philosophie, par les événements suivants :

## Publications
- Guidobaldo del Monte : Mechanicórum liber (1577), Pesaro — Traduction en italien en 1581..

- Pedro da Fonseca :  "Commentariorum in Libros Metaphysicorum Aristotelis Stagiritæ" (Rome, 1577) texte latin du 1er vol. en ligne ;

## Naissances
- 3 octobre à Rapallo, dans la république de Gênes  : Fortunio Liceti (en latin Fortunius Licetus) (mort le 16 juin 1657 à Padoue) est un philosophe, médecin, universitaire et savant italien du XVIIe siècle.